# Lyogyrus retromargo
Lyogyrus retromargo är en snäckart som först beskrevs av F. G. Thompson 1968.  Lyogyrus retromargo ingår i släktet Lyogyrus och familjen tusensnäckor. IUCN kategoriserar arten globalt som livskraftig. Inga underarter finns listade i Catalogue of Life.